# Rumänische Badminton-Mannschaftsmeisterschaft 2023
Die Rumänische Badminton-Mannschaftsmeisterschaft 2023 fand vom 29. September bis zum 1. Oktober 2023 in Galați statt. Meister wurde im Endspiel das Team vom CS Știința Bacău.

## Gruppe A
| Platz | Team              | Punkte | Spiele | G | U | V | Spielpunkte |   |   | Sätze |   |    | Bälle |   |     |
| ----- | ----------------- | ------ | ------ | - | - | - | ----------- | - | - | ----- | - | -- | ----- | - | --- |
| 1     | CS Știința Bacău  | 4      | 2      | 2 | 0 | 0 | 9           | - | 1 | 19    | - | 2  | 442   | - | 305 |
| 2     | CSU UVT Timișoara | 2      | 2      | 1 | 0 | 1 | 4           | - | 6 | 9     | - | 14 | 401   | - | 424 |
| 3     | CSM Timișoara     | 0      | 2      | 0 | 0 | 2 | 2           | - | 8 | 6     | - | 18 | 373   | - | 487 |

## Gruppe B
| Platz | Team                         | Punkte | Spiele | G | U | V | Spielpunkte |   |   | Sätze |   |    | Bälle |   |     |
| ----- | ---------------------------- | ------ | ------ | - | - | - | ----------- | - | - | ----- | - | -- | ----- | - | --- |
| 1     | CS Politehnica Iași          | 4      | 2      | 2 | 0 | 0 | 6           | - | 4 | 14    | - | 10 | 440   | - | 409 |
| 2     | CSC Berceni                  | 2      | 2      | 1 | 0 | 1 | 6           | - | 4 | 14    | - | 9  | 412   | - | 394 |
| 3     | Sportul Studentesc București | 0      | 2      | 0 | 0 | 2 | 3           | - | 7 | 6     | - | 15 | 349   | - | 398 |

### Halbfinale
- CS Știința Bacău – CSC Berceni : 3-1
- CSU UVT Timișoara – 	CS Politehnica Iași: 3-2

### Finale
- CS Știința Bacău –  CSU UVT Timișoara: 3-0